# Demicryptochironomus evgeniii
Demicryptochironomus evgeniii är en tvåvingeart som beskrevs av Oksana V. Zorina 2004. Demicryptochironomus evgeniii ingår i släktet Demicryptochironomus och familjen fjädermyggor. Inga underarter finns listade i Catalogue of Life.